# Cosmiocryptus diplatys
Cosmiocryptus diplatys är en stekelart som först beskrevs av Porter 1967.  Cosmiocryptus diplatys ingår i släktet Cosmiocryptus och familjen brokparasitsteklar. Inga underarter finns listade i Catalogue of Life.